# Matanza de la población europea en Haití de 1804

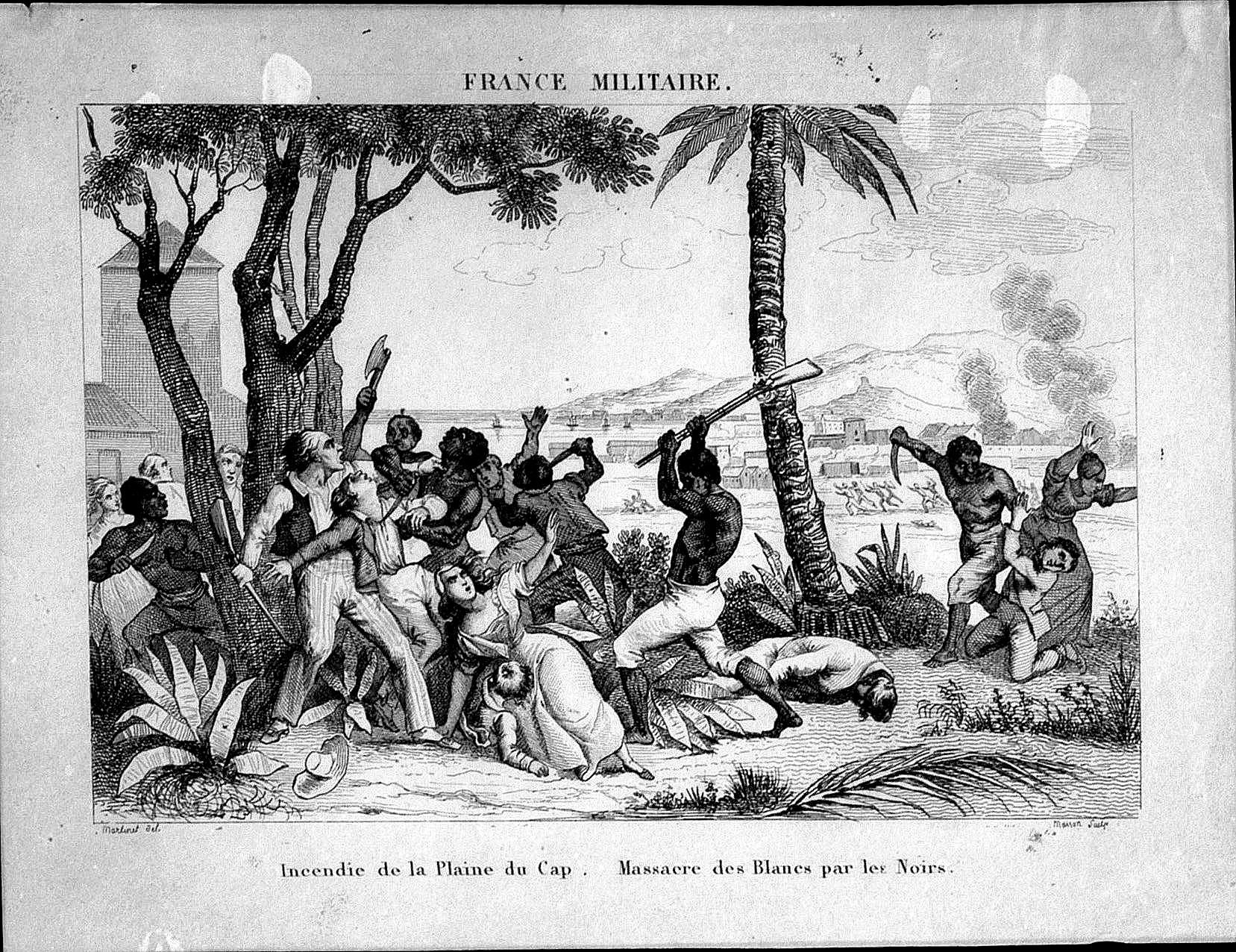
Incendio del Plaine du Cap - "Masacre de Blancos por Negros". El 22 de agosto de 1791, los esclavos incendiaron plantaciones, quemaron ciudades y masacraron a la población blanca.

La matanza de blancos en Haití de 1804 fue un genocidio ejecutado por los haitianos negros contra la población blanca de criollos franceses (o franco-haitianos) por órdenes de Jean-Jacques Dessalines, líder de la revolución haitiana y primer emperador del país, quien decretó que todos aquellos sospechosos de conspirar en actos del vencido ejército francés debían ser pasados por las armas.
La masacre se ejecutó en todo el territorio haitiano desde principios de febrero hasta el 22 de abril de 1804, y resultó en la muerte de alrededor de 3000 a 5000 personas blancas de ambos sexos y de todas las edades. Escuadrones de soldados se movieron de casa en casa matando y torturando a familias blancas enteras. Incluso los blancos que se comportaban amistosamente con los negros fueron encarcelados y posteriormente asesinados. Una segunda ola de ataques se concentró en asesinar a mujeres y niños.

## Contexto
Después de que el ejército francés fue derrotado en la batalla de Vertières y evacuado de Cap Français el 29 de noviembre y de Môle-Saint-Nicolas el 4 de diciembre de 1803, Dessalines tomó el poder. Tres días después de que las fuerzas de Rochambeau se rindiesen, Dessalines ordenó la ejecución por ahogamiento de 800 soldados franceses que fueron dejados debido a estar enfermos cuando el ejército francés abandonó la isla. Aunque Dessalines garantizó la seguridad de la población blanca en la isla, mostró una actitud hostil contra la población blanca restante: «Todavía hay franceses en la isla, y aún se consideran libres».
Por aquel entonces, un rumor público afirmaba que, supuestamente, la población blanca remanente en Haití intentaría dejar el país para convencer a potencias extranjeras de invadirla nuevamente y reintroducir la esclavitud. Dessalines y sus consejeros llegaron a la conclusión de que toda la población blanca de Haití debía de ser asesinada por el bien de la seguridad nacional.
El 1 de enero de 1804, Dessalines proclamó a Haití como una nación independiente. Más tarde dio órdenes de que toda la población blanca remanente debía ser asesinada. Las armas utilizadas debían ser silentes, como espadas, cuchillos o bayonetas, en vez de pistolas o escopetas, para que así los asesinatos se ejecutaran de forma silenciosa y por ende las futuras víctimas no se alertaran con disparos, quitándoles la oportunidad de escapar.

## La masacre
Durante febrero y marzo, Dessalines viajó por las ciudades de Haití para asegurarse de que sus órdenes se estuvieran ejecutando. Las masacres a menudo no se llevaban a cabo hasta que Dessalines visitaba las ciudades en persona.
El curso de la masacre mostró un patrón casi idéntico en cada ciudad que Dessalines visitó. Antes de su llegada, solo hubo unos pocos asesinatos, a pesar de sus órdenes. Cuando Dessalines llegaba a una ciudad, comenzaba dando un discurso sobre las atrocidades cometidas por las antiguas autoridades blancas, como Rochambeau y Leclerc. Después de eso, exigía que sus órdenes de matar blancos masivamente fueran obedecidas. Dessalines también ordenó a los que no estaban dispuestos a participar en los asesinatos, especialmente a hombres de raza mixta (mulatos), para que la culpa de las muertes no cayera solamente sobre la población negra.
Se produjeron asesinatos en masa en las calles y en lugares fuera de las ciudades. Paralelamente a los asesinatos, también se produjeron saqueos y violaciones. Las mujeres y los niños generalmente fueron asesinados en último lugar. Las mujeres blancas fueron «violadas o empujadas a menudo a matrimonios forzados bajo amenaza de muerte». La razón para matar a las mujeres era que los blancos no serían realmente erradicados si las mujeres blancas eran dejada vivas, pues estas podrían parir nuevos franceses.
Antes de partir de una ciudad, Dessalines proclamaba una amnistía para todos los blancos que habían sobrevivido ocultos durante la masacre. Sin embargo, cuando estas personas salían de su escondite, también eran asesinadas. Muchos blancos, sin embargo, fueron escondidos y contrabandeados en barco por extranjeros.
En Puerto Príncipe, solo se produjeron unos pocos asesinatos a pesar de las órdenes. Después de que Dessalines llegó el 18 de marzo, el número de asesinatos aumentó. Según un capitán británico, alrededor de 800 personas fueron asesinadas en la ciudad, mientras que unas 50 sobrevivieron. El 18 de abril de 1804, Dessalines llegó a Cabo Haitiano. Solo un puñado de asesinatos habían tenido lugar allí antes de su llegada, pero los asesinatos se convirtieron en una masacre en las calles y fuera de la ciudad después de su llegada.
Como en otros lugares, la mayoría de las mujeres no fueron asesinadas inicialmente. Sin embargo, los asesores de Dessalines señalaron que los haitianos blancos no desaparecerían si las mujeres eran dejadas vivas para dar a luz a hombres blancos, y después de esto, Dessalines ordenó que las mujeres también fueran asesinadas, con la excepción de aquellas que aceptaran casarse con hombres no blancos. Fuentes contemporáneas afirman que 3000 personas fueron asesinadas en Cabo Haitiano, pero esto se considera poco realista, ya que solo 1700 personas blancas permanecieron en la ciudad después de que los franceses evacuaron.
Uno de los participantes más notorios de la masacre fue Jean Zombi, un mulato residente de Puerto Príncipe conocido por su brutalidad. Un relato describe cómo Zombi detuvo a un hombre blanco en la calle, lo desnudó y lo llevó a las escaleras del Palacio Presidencial, donde lo mató con una daga. Dessalines se informó entre los espectadores; se decía que estaba «horrorizado» por el episodio. En la tradición vudú haitiana, la figura de Jean Zombi se ha convertido en un prototipo para el zombi.

## Consecuencias
Para finales de abril de 1804, entre 3000 y 5000 personas blancas habían sido asesinadas y los haitianos blancos fueron prácticamente erradicados. Solo tres categorías de personas blancas, excepto los extranjeros, fueron seleccionadas como excepciones y salvadas: los soldados polacos que desertaron del ejército francés; el pequeño grupo de colonos alemanes invitados a la Región Noroeste antes de la revolución; y un grupo de médicos, profesionales y sacerdotes como Corneille Brelle. Según se informa, también se salvaron personas con conexiones con oficiales del ejército haitiano, así como las mujeres que aceptaron casarse con hombres no blancos.
Dessalines no intentó esconder la masacre del mundo. En una proclamación oficial del 8 de abril de 1804, declaró:

Les hemos dado a estos verdaderos caníbales guerra por guerra, crimen por crimen, indignación por indignación. Sí, he salvado a mi país, he vengado a América.

Dessalines se refirió a la masacre como un acto de autoridad nacional. Consideró que la eliminación de los haitianos blancos era un acto de necesidad política, ya que se los consideraba una amenaza para la paz entre los negros y las personas libres de color. También fue considerado como un acto de venganza necesario. El secretario de Dessalines, Boisrond-Tonnerre, declaró:

¡Para nuestra declaración de independencia, deberíamos tener la piel de un hombre blanco para pergamino, su cráneo para un tintero, su sangre para tinta y una bayoneta para un bolígrafo!

Dessalines estaba ansioso por asegurar que Haití no fuera vista como una amenaza para otras naciones. También dirigió esfuerzos para establecer relaciones amistosas con las naciones donde la esclavitud todavía estaba permitida.
En la constitución de 1805, todos los ciudadanos se definían como «negros». La constitución también prohibió a los hombres blancos poseer tierras, a excepción de las personas ya nacidas o nacidas en el futuro de mujeres blancas que se naturalizaron como ciudadanos haitianos, y los alemanes y polacos que obtuvieron la ciudadanía haitiana.
La masacre tuvo un efecto duradero en la visión de la revolución haitiana. Ayudó a crear un legado de hostilidad racial en la sociedad haitiana.